# Melzerwiese

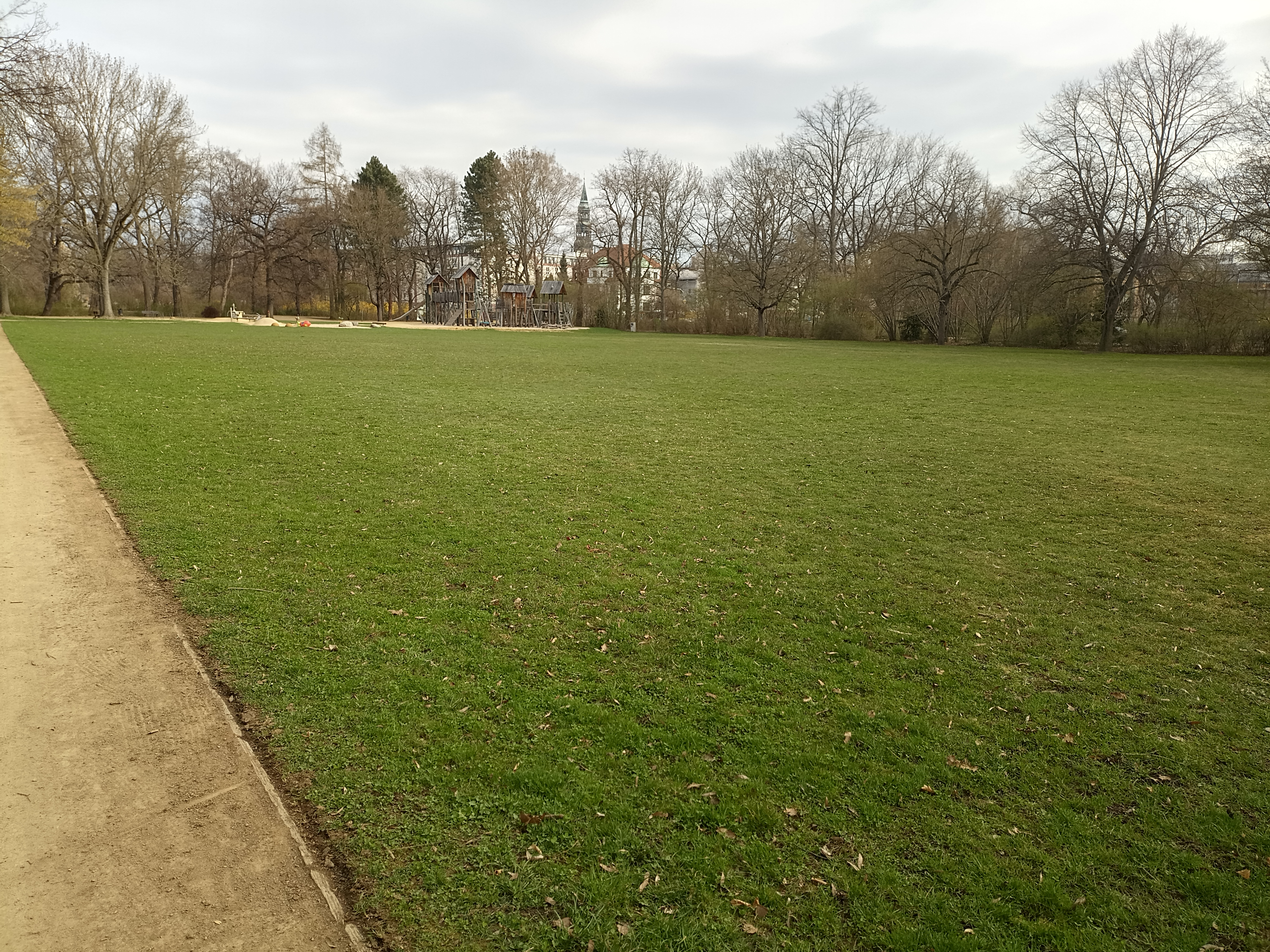
Melzerwiese (2025)

Die Melzerwiese ist eine Spielwiese im Schwanenteichpark in Zwickau.

## Beschreibung
Die Melzerwiese liegt zwischen Schwanenteich, Langen Teich, Humboldtstraße und einer südlichen Wiese, die in der DDR ein Verkehrsgarten war. Durch diese innenstadtzugewandte Lage, ihre ebene Beschaffenheit und entsprechende Rasenpflege ist sie für Sport, Spiel und dergleichen besser als andere Wiesen im Stadtpark geeignet. Am nördlichen Ende befindet sich zudem ein Spielplatz.

## Geschichte

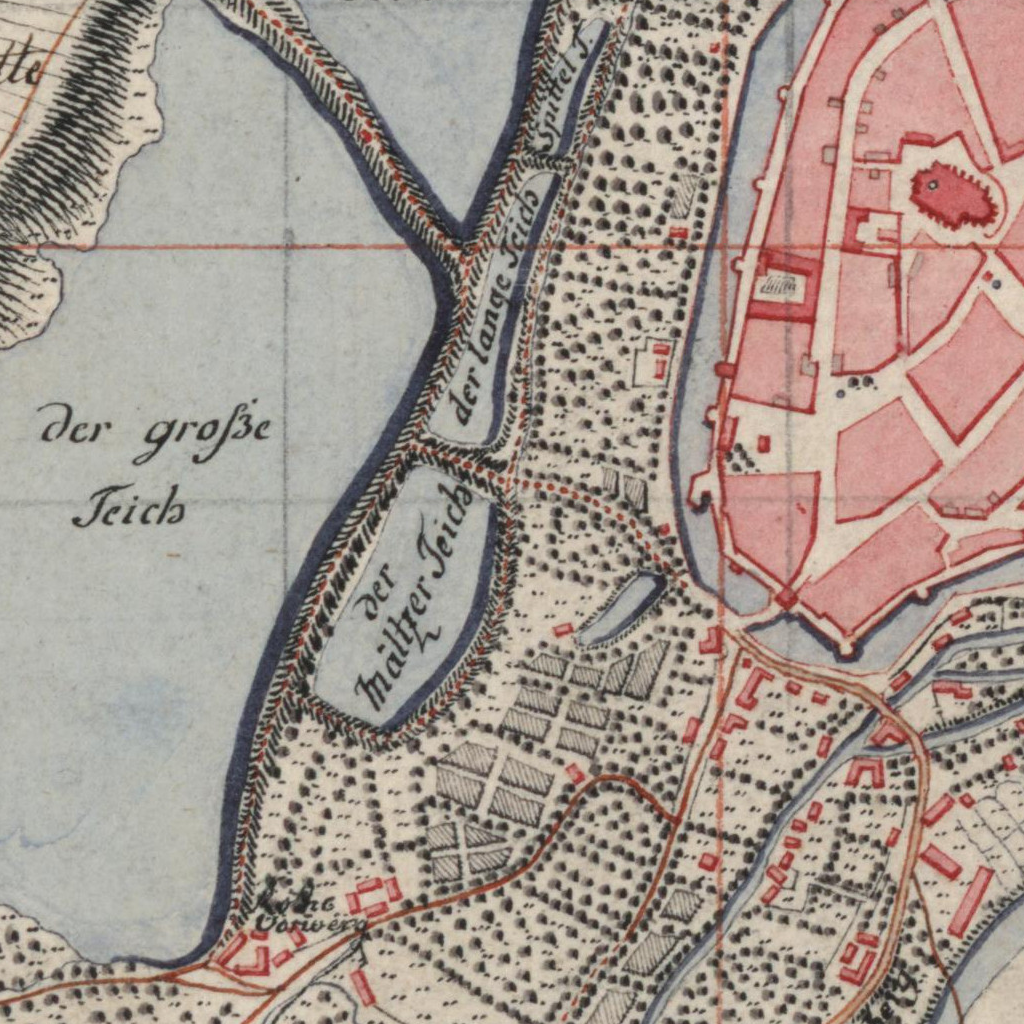
„der mältzer-Teich“ und „der große Teich“ (Schwanenteich), genordwestete Karte von 1798

Namensgebend ist der ehemalige Besitzer Johannes Meltzer. Er war Bürgermeister in den jeweils am Michaelistag (29. September) beginnenden, einjährigen Amtsperioden 1488/89, 1490/91, 1492/93 und 1494/95 sowie Ratsherr. Seine Erben verkauften das Wiesengrundstück an den Rat der Stadt, der dort 1511 einen Teich ausstechen ließ.
Im 19. Jahrhundert wurde das Areal über den Landwehrbach, welcher ähnlich wie die heutige Humboldtstraße verlief, wieder größtenteils trockengelegt und zugeschüttet und als Teil des Parks nach den Plänen von Carl Eduard Adolph Petzold umgestaltet. Auf historischen Karten verschwindet ein kleiner Bach in dem Bereich erst in der ersten Hälfte des 20. Jahrhunderts.

## Spielplatz

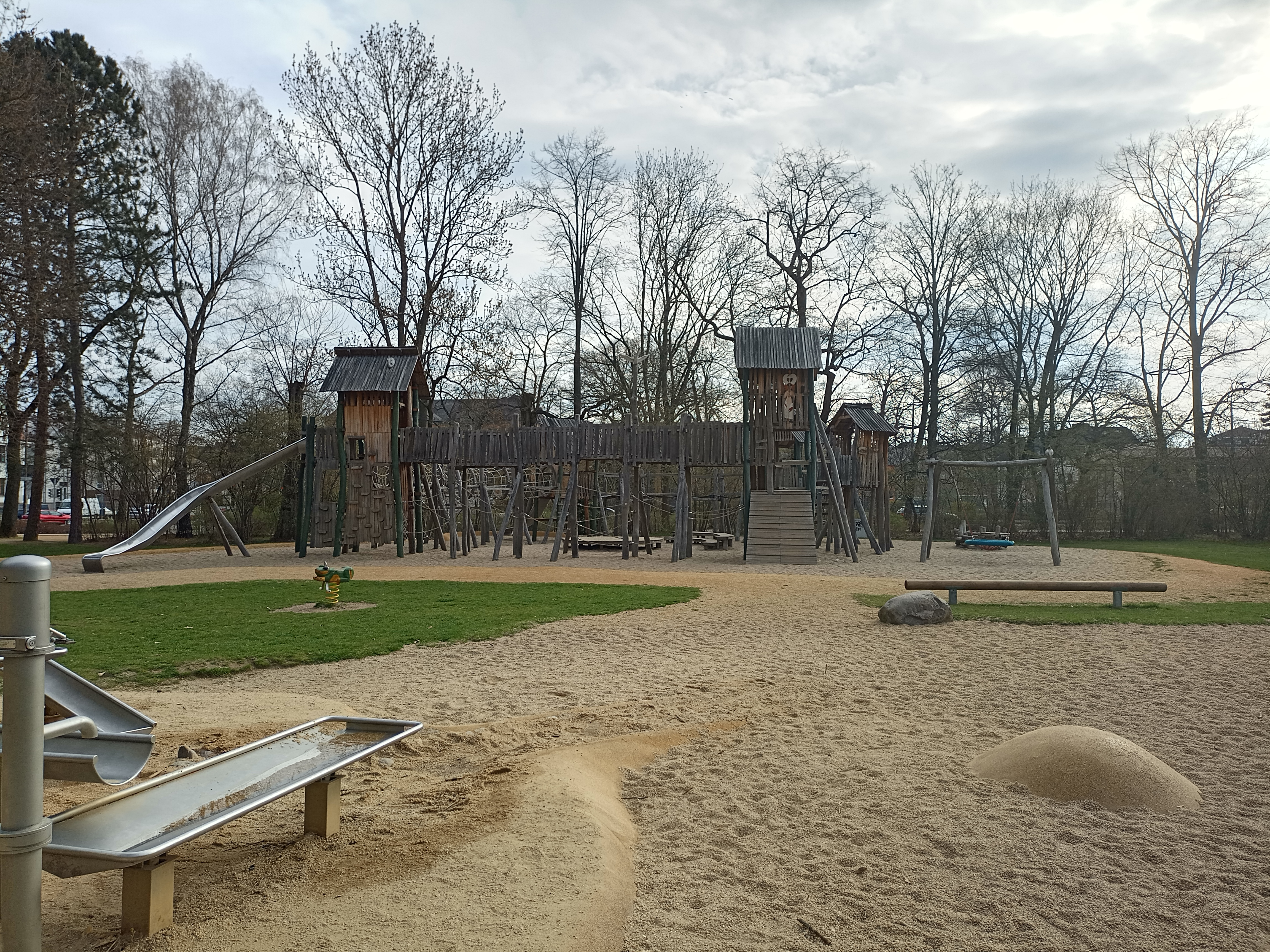
Spielplatz „Schwanenstadt“ (2025)

Der Spielplatz beinhaltete einst eine Spielburg und wurde nach einer grundsätzlichen Umgestaltung am 30. August 2019 als „Schwanenstadt“ neu eröffnet. Dieses Projekt wurde von der Stadt organisiert, finanziell aber auch von privaten Spenden unterstützt. Die Entwurfsidee referenziert auf lokale Legenden. So sind in Anspielung auf das Stadtwappen, das Kunstmärchen Der geraubte Schleier und eine Chronik, die sich oft auf Erasmus Stella stützt, hölzerne Schwäne, ein Wasserspielplatz als Wunderquelle und eine Skulptur des Riesen Einheer vorhanden.
Einige Jahre später wurde mit dem städtischen Bürgerhaushalt 2021/2022 neues Spielgerät angeschafft.